# 洋流

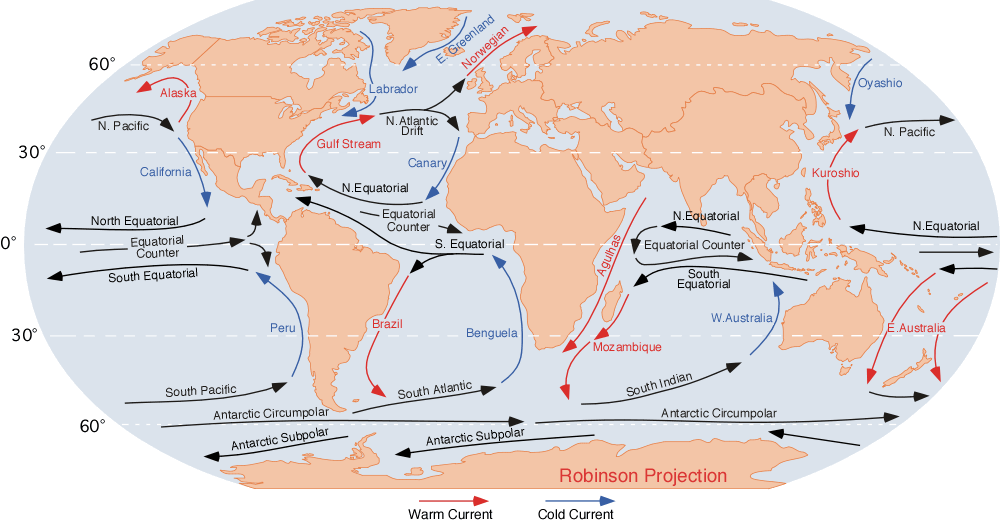
主要洋流的流向，暖流红色，寒流蓝色

当今世界所有洋流

洋流亦称海流，是具有相对稳定流速和流向的大规模海水运动。惟有在陸地沿岸，會因潮汐、地形及河水的注入等影響其變化。

## 分类
按成因分类
- 风海流（吹送流、漂流）：在风力作用下形成的。
- 密度流：在密度差异作用下引起。
- 傾斜流：海面因風、氣壓、降水或河水流入等原因而傾斜，其所引起的海流。
- 補償流（湧升流和下降流）：因为海水挤压或分散引起。[1]

按冷暖性质分类
- 暖流：低緯度流向高緯度的洋流，海水水溫較四周高。
- 寒流 ：高緯度流向低緯度的洋流，海水水溫較四周低。
- 涼流 ：中緯度流向低緯度的洋流，海水水溫較四周涼。

按地理位置分类
赤道流、大洋流、极地流及沿岸流等。

## 洋流受到的力
- 风的应力：包括风对洋流的摩擦力和风对洋流的压力
- 海水内部的壓強梯度力和摩擦力
- 海水密度差異：包括溫度和海水鹽度差异所造成的力，通常發生在極區
- 地转偏向力
- 海陸相接地形：影響其流向

## 大洋环流系统

### 表层环流系统

#### 表层环流总体规律
1. 以中低緯海區的副熱帶高壓區為中心的反氣旋型大洋環流，存在於北太平洋、南太平洋、北大西洋與南大西洋。
2. 以北半球中高緯海區的低壓區為中心的氣旋型大洋環流，存在於北太平洋與北大西洋。
3. 南半球中高緯海區的西風漂流。
4. 在南極大陸周圍受極地東風帶影響形成的繞極環流。
5. 北印度洋形成的季風環流。

#### 反气旋型大洋环流
信风带作用下的信风漂流（南、北赤道暖流）向西流动，遇大陆后，一部分海水因信风切应力南北向速度分量不均和补偿作用而折回，便形成了自西向东的赤道逆流和赤道潜流；另一部分信风漂流向高纬的南北分流，在北太平洋形成黑潮、在南太平洋形成东澳大利亚洋流、在南大西洋形成巴西洋流、在北大西洋形成北大西洋湾流、在南印度洋形成莫桑比克洋流。
西风带作用下的西风漂流向东流动，遇大陆后，向两侧的高纬低纬分流，形成补偿流，向低纬流的洋流有：北太平洋的加利福尼亚洋流、南太平洋的秘鲁洋流、北大西洋的加那利洋流、南大西洋的本格拉洋流、南印度洋的西澳大利亚洋流。
信风漂流、信风漂流遇大陆后向高纬转向的补偿流、西风漂流、西风漂流遇大陆后向低纬转向的补偿流，便构成各大洋副热带海区（仅指大洋的如下海区：北太平洋、南太平洋、北大西洋、南大西洋、南印度洋）的反气旋型大洋环流。

#### 气旋型大洋环流
由西风漂流、西风漂流遇到陆地后向北分支形成的补偿流、极地东风带形成的中高纬大洋西岸的洋流组成北半球中高纬海区的气旋型大洋环流。
该环流在北太平洋上有：北太平洋暖流、阿拉斯加洋流、千岛寒流；在北大西洋上有：北大西洋暖流、挪威暖流、东格陵兰寒流。

#### 北印度洋季风漂流
北印度洋受南亚季风的影响，冬半年盛行东北季风，形成东北季风漂流，夏半年盛行西南季风，形成西南季风漂流。

#### 南极绕极环流
在极地东风带的吹拂下形成环绕南极洲大陆一周的南极绕极环流，再往低纬方向为环绕南极大陆一周的西风漂流，因本海区自然特征比较一致，有些学者把南极外围海区称为南冰洋，另一部分学者认为大洋应有其对应的大洋中脊而不承认“南冰洋”这一称谓。

## 洋流的各種影響

### 对气候的影响
总体来说，暖流增加溫度和溼度，寒流降低溫度和溼度。

#### 对气温的影响
- 洋流使低纬度的热量向高纬度的热量传输，特别是暖流的贡献。
- 洋流对同纬度大陆两岸气温的影响：暖流经过的大陆沿海气温高，寒流经过的大陆沿海气温低。

#### 对降水和雾的影响
- 暖流上空有热量和水氣向上输送，使得层结不稳定、空气湿度增大而易产生降水。而寒流产生逆温，层结稳定，水氣不易向上输送，蒸发又弱，下层相对湿度有时虽然很大，但只能成雾，不能成雨。
- 寒流表面多平流雾，在以下几种情况出现：

1. 海陆风雾：陆风在白天流到寒流表面而形成平流雾；
2. 海雾：在寒暖流交汇处，风自暖流表面吹至寒流表面而形成平流雾。

### 对海洋生物的影响
- 在寒暖流交汇处或上升补偿流区，往往形成较大的渔场[2]，世界四大渔场及其洋流成因如下：

1. 北海道渔场：位于日本北海道岛附近，日本暖流和千岛寒流交汇。
2. 北海渔场：位于欧洲北海，北大西洋暖流与极地东风带带来的北冰洋南下冷水交汇。
3. 秘鲁渔场：海岸盛行东南信风，为离岸风，导致上升补偿流（亦称涌流）。
4. 纽芬兰渔场：加拿大纽芬兰岛附近，墨西哥灣流和拉布拉多寒流交汇。

- 赤道地区的企鹅：在太平洋东部赤道地区的科隆群岛（又名加拉帕戈斯群岛），有企鹅分布，是秘鲁涼流的因故。

### 对海洋污染的作用
既可以使污染物因迅速扩散而加快其稀释和净化的速度，也相应地使污染范围扩大。

#### 洋流重要性
1. 將多個不同洋域的熱能傳送至不同洋區（熱能上的平衡）；
2. 將多個不同洋域的養分送往不同的洋區；
3. 將多個不同洋域含氧量不同的海水因洋流分佈往不同洋區。

因此洋流在地球的生物圈和物理環境上起了重要而積極的平衡和帶動作用，對大部分生物（包括陸地上）有存活上的積極幫助。

## 主要洋流
| - 东格陵兰寒流 - 阿拉斯加暖流 - 阿留申寒流 - 加利福尼亚涼流 - 克倫威爾洋流（深海洋流） - 东澳暖流 - 赤道逆流 - 秘鲁凉流（洪鮑特洋流） - 堪察加寒流 - 黑潮（日本暖流） - 民答那峨洋流 - 北赤道洋流 - 北太平洋暖流（北太平洋漂流） - 親潮（千岛寒流） - 南赤道洋流 - 西風漂流 - 安哥拉洋流 - 安地列斯暖流 - 巴芬島寒流 - 本格拉涼流 - 巴西暖流 - 加那利涼流 - 合恩角寒流 - 加勒比暖流 - 東格陵蘭寒流 - 福克蘭寒流 - 墨西哥灣暖流 - 幾內亞暖流 - 拉布拉多寒流 - 北大西洋暖流 - 北巴西洋流 - 挪威洋流 - 西格陵蘭暖流 - 西風漂流 - 阿古拉斯暖流 - 東馬達加斯加暖流 - 赤道逆流 - 莫三比克暖流 - 索馬里洋流 - 反南澳大利亞洋流 - 南赤道洋流 - 西南和東北季風漂流（印度季風洋流） - 西澳涼流 - 西風漂流 - 南極環極洋流 - 威德爾海環流 - 塔斯曼洋流 |